# Niklas Svensson
Karl Martin Niklas Svensson, född 15 januari 1973 i Asarums församling i Karlshamns kommun i Blekinge län, är en svensk journalist, programledare och författare.

## Biografi
Svensson är uppvuxen i Pukavik i Sölvesborgs kommun. Han arbetade på Sydöstran 1988–1993, på Norra Skåne 1993, Värnpliktsnytt 1993 och Expressen 1993–1994. Efter ett mellanspel på Metro 1994-1995, skrev han åter för Expressen 1995-2006. 2007 arbetade han igen på Metro och mellan 2008 och 2010 var han politisk reporter på TV4 Nyheterna. 2010 återvände han till Expressen, där han är kvar. 
På Expressen har han arbetat som utrikes- och krigskorrespondent, och inom nöje, brott och politik. Svensson stod bland annat för de uppmärksammade avslöjandena om statsminister Göran Perssons godissnatteri och migrationsminister Jan O. Karlssons anordnande av en privat kräftskiva finansierad av skattepengar. Han var också delaktig i namn- och bildpubliceringen av 66 av landets ledande nynazister som genomfördes av ett antal nyhetstidningar den 30 november 1999.
Tillsammans med Martin Melin, vinnare i Expedition Robinson, skrev Svensson boken Robinsonboken, utgiven 2003 på Bazar förlag.
Svensson stängdes av från sitt arbete på Expressen i september 2006 sedan hans inblandning i dataintrångsaffären under den svenska valrörelsen 2006 blivit känd. Svensson, som erkände brott, dömdes för tre fall av dataintrång till dagsböter av Stockholms tingsrätt i april 2007.
Svensson bildade i november 2006 vad som kom att heta Nyhetsbolaget Niklas Svensson AB, där han också var VD. Nyhetsbolaget ägde inledningsvis bland annat Politikerbloggen som grundades av Svensson. Politikerbloggen köptes i september 2007 av TV4. I samband med detta började Svensson även att arbeta som nyhetsreporter på TV4-nyheterna. I februari 2010 återvände Svensson till Expressen efter att chefredaktören Thomas Mattsson värvat tillbaka honom.
I september 2014 ledde Svensson Expressens första direktsända partiledardebatt från Rival vid Mariatorget i Stockholm. Debatten sändes i samarbete med ett trettiotal nyhetsredaktioner i Sverige. I augusti 2018 ledde han valrörelsens första partiledardebatt från Universals studio i Göteborg tillsammans med Anna Ekelund från Dagens Industri.
I februari 2015 publicerade tidningen Dagens Arena ett stort personporträtt om Svensson, där han bland annat avslöjade hur det gick till när han kom över radioprofilen Ulf Elfvings telefonbok.
Under 2021–2023 arbetar Svensson med tv-dokumentärer om livstidsdömda för Expressen TV, om bland andra Arbogakvinnan Johanna Möller, Stureplansmördaren Tommy Zethraeus och den gotländske dubbelmördaren Peter Grönkvist. Han har också brevväxlat med terroristen och massmördaren Rakhmat Akilov. Detta arbete fick honom att skriva en ny bok med titeln Kvinnor som mördar, där han på djupet går in i två kvinliga mördares livshistorier.

## Utmärkelser
I februari 2010 belönades Svensson, tillsammans med Johan Stambro med Hasse Olssons pris till årets ekonomijournalist på 75 000 kronor för bevakningen i TV4 av Vattenfall. Han nominerades samma år till tv-priset Kristallen. Under 2011 vann Expressens valstuga, där han intervjuade ministrar och partiledare i direktsändning, INMA Awards. I november 2011 utsågs Svensson till landets 91:a mäktigaste person av tidningen Fokus, och år 2012 steg han till plats 82. Den 20 januari 2022 meddelade Publicistklubbens Hiertanämnd att Svensson beviljats ett stipendium på 40 000 kronor för att under två veckor följa den internationella kampen mot narkotika, människosmuggling och trafficking i Bangkok, Thailand.  I februari 2023 meddelade Tidningsutgivarna att Svenssons dokumentärer om livstidsdömda, "Inifrån murarna", nominerats till pris i tävlingen Årets Dagstidning i kategorin Årets Bildjournalistik.